# За една целувка
„За една целувка“ (на испански: Por un beso) е мексиканска теленовела, режисирана от Алфредо Гурола и Бенхамин Пинеда, и продуцирана от Анджели Несма Медина за Телевиса през 2000 – 2001 г. Версията, написана от Габриела Ортигоса, е базирана на радионовелата La gata, създадена от Инес Родена.
В главните положителни роли са Наталия Есперон и Виктор Нориега, а в отрицателните – Енрике Роча и Мерседес Молто.

## Сюжет
Внимание:  Текстът по-долу разкрива сюжета на произведението (или части от него)!
Бланка Гарса е красива певица. Приятелят ѝ, Мариано Диас де Леон, е известен архитект, тя го обича, но не знае, че той е нечестен спрямо нея – крие, че е женен и че има двама сина. Хулио, приятел от детството на Мариано, се запознава с Бланка и се влюбва в нея. Междувременно Бланка разбира за лъжите на Мариано. Тя започва да излиза с Хулио, като постепенно започва да се влюбва в него. Двамата се женят и им се ражда дете. Мариано е гневен и иска да си отмъсти. Той убеждава Хулио да инвестира всичките си пари в строеж със съмнителни разрешителни, но Хулио не знае за това. На строежа се случва злополука и един от работниците умира. Полицията издирва Хулио, тъй като стоежът е на негово име. Той се изправя срещу съдружника на Мариано, търсейки обяснение за незаконното строителство, и по време на борбата между тях партньорът на Мариано пада от прозореца и умира. Макар че е инцидент, Хулио е изпратен в затвора за много години, тъй като Мариано свидетелства срещу него, освен това го защитава възможно най-лошият адвокат. След като Бланка ражда момиченце, Асусена, Мариано я посещава в болницата и осъзнава, че всичко е по негова вина. Мариано я удушава, казвайки: „Ако няма да бъдеш моя, няма да бъдеш ничия“. Мариано подкупва персонала в болницата и бебето изчезва. Двадесет години по-късно Асусена се превръща в красиво момиче, точно копие на майка си. Тя няма представа, че баща ѝ е жив и че е в затвора, мислейки, че е мъртъв. Тя се запознава с Даниел, сина на Мариано, и двамата се влюбват. Но скоро Хулио излиза от затвора и открива дъщеря си. Мариано установява, че Даниел е влюбен в дъщерята на най-големия си враг, и продължава безкрайната омраза и отмъщение между двете семейства.

## Актьори
Част от актьорския състав:
- Наталия Есперон – Бланка Гарса / Асусена Гарса
- Виктор Нориега – Даниел Диас де Леон Лавайе
- Мерседес Молто – Мирна Байестерос Мендисабъл
- Енрике Роча – Мариано Диас де Леон
- Ото Сирго – Хулио Отеро Роблес / Гонсало Руис де Кота
- Лурдес Мунгия – Пруденсия Агилар
- Лус Елена Гонсалес – Рита Хименес де Орнелас
- Оскар Морели – Клементе Фуентес
- Лус Мария Херес – Фернанда Лавайе де Диас де Леон
- Фелисия Меркадо – Еухения Мендисабъл де Байестерос
- Густаво Рохо – Карлос Гийен
- Иран Еори – Кармен
- Хорхе Поса – Агустин Агилар
- Маргарита Маганя – Лорета Мендиола
- Хуан Карлос Бонет – Мариано (млад)
- Ернесто Годой – Хулио (млад)
- Доминика Палета – Фернанда (млада)
- Маурисио Аспе – Анселмо
- Арлет Пачеко – Малена
- Алехандра Барос – Телма
- Хорде Ландета – Даниел (дете)
- Химена Адриана – Асусена (дете)
- Арлет Теран – Брисия
- Рафаел дел Вияр – Феликс
- Едуардо Линян – Д-р Вентура
- Жаклин Волтер – Г-жа Миер и Теран
- Кика Едгар – Глас на Бланка

## Премиера
Премиерата на За една целувка е на 13 ноември 2000 г. по Canal de las Estrellas. Последният 99. епизод е излъчен на 30 март 2001 г.

## Версии
За една целувка е базирана на радионовелата La gata, създадена от Инес Родена. Върху същата история се основават и следните теленовели:
- La gata, венецуелска теленовела, продуцирана за Веневисион през 1968 г., с участието на Пеги Уалкър и Маноло Коего.
- La gata, мексиканска теленовела, продуцирана от Валентин Пимщейн за Телевиса през 1970 г., с участието на Мария Тереса Ривас и Хуан Ферара.
- Звяр, мексиканска теленовела, продуцирана от Валентин Пимщейн и режисирана от Педро Дамян за Телевиса през 1983 г., с участието на Виктория Руфо и Гилермо Капетийо.
- Cara sucia, венецуелска теленовела, продуцирана за Веневисион през 1992 г., с участието на Соня Смит и Гилермо Давила.
- Мечта за любов, мексиканска теленовела, адаптирана от Химена Суарес и продуцирана от Хосе Рендон за Телевиса през 1993 г., с участието на Анхелика Ривера и Омар Фиеро.
- Muñeca de trapo, венецуелска теленовела, продуцирана за Веневисион през 2000 г., с участието на Адриан Делгадо и Карина Ороско.
- Seus Olhos, бразилска теленовела, продуцирана за SBT през 2004 г., с участието на Карла Реджина и Тиери Фигейра.
- Pobre diabla, мексиканска теленовела, продуцирана за ТВ Астека през 2009 г., с участието на Алехандра Ласкано и Критобал Ландер.
- През 2014 г. Телевиса реализира нова версия на тази теленовела със заглавието Котката, продуцирана от Натали Лартио Нику, и режисирана от Виктор Мануел Фулио и Виктор Родригес, с участието на Маите Перони, Даниел Аренас и Лаура Сапата.